# カンピウーンス・コンペティーツィ
カンピウーンス・コンペティーツィ (オランダ語：Kampioenscompetitie)とは、1898年から1956年まで行われていたオランダ最上位サッカーリーグの優勝決定ラウンドである。エールディヴィジの公式サイトでは、エールディヴィジの「前身 (voorloper)」と記述されている。また、この決勝ラウンドの出場権をかけて争われた当時の国内最上位リーグ「エールステ・クラッセ」の歴史についても記述する。

## 歴史
オランダのクラブチーム王者を決める選手権、通称「ネーデルランス・カンピオーンスハップ」(以下「オランダ選手権」) は1888年から行われていた。しかし公式な大会として扱われるのは、オランダサッカー協会 (KNVB) が設立されてから10年後である。KNVBがこの決勝ラウンドをエールディヴィジとの前身と見做している事は、10回優勝するごとに1つの「チャンピオンスター」 (星) をユニフォームの胸につけることを認め、その回数をエールディビジと通算でカウントしていることからも、明らかである。HVVデン・ハーグはエールディヴィジを1回も制覇したことがないが、カンピウーンス・コンペティーツィ優勝10回の実績により、星1つをユニフォームに縫い込むことを認められた。

非公式時代のオランダ選手権には、「全国決勝ラウンド」はなかった。リーグ戦がオランダ西部地域にしか存在せず、そこで優勝したクラブがそのまま「オランダ王者」を名乗るのはやむを得ないことであり、彼らと対戦する他地域の王者もいなかったからである。KNVBが選手権を管理するようになった20世紀初頭の数年間に、東部地域にリーグ戦が設立されると、勢力図が変わり始めた。北ブラバント州からはブレダのCVVヴェロシタスが西部リーグに、そしてスヘルトーヘンボスのRKVVヴィルヘルミナが東部リーグへと参戦してきた。そして1910年代になると、1913年に南部リーグ、1916年に北部リーグが誕生し、東西南北にエールステ・クラッセができた。西部リーグが「ヴェストⅠ」 (北ホラント州とユトレヒト州) および「ヴェストⅡ」 (南ホラント州) に分割され、全国決勝リーグを目指す合計5グループがそろった。

5大グループができる前の選手権は、HVVデン・ハーグ、RAPアムステルダム、スパルタが数多くのリーグ優勝を飾った。HVVとRAPは合わせて15回も優勝しているが、それ以降は新興勢力に押されて低迷していった。スパルタも5大グループができて以降、少なくともアマチュア時代においては、2度と全国優勝できなかった。

第二次世界大戦後最初のシーズンから、南部が2ブロックに分かれて合計6ブロックになり、1950年代にはまた5グループに戻った。1950年代の地域グループは従来の組み分けよりも複雑化しており、そのため方角を表す名称ではなく、アルファベットでグループ名がつけられた。その後、プロ化されてからエールディヴィジができるまでの2シーズンは、まず4グループに数が減り、エールディヴィジ前年度は北と南で2つのグループが作られた。そのため、アイントホーフェンのPSVとEVV、ロッテルダムのフェイエノールトとスパルタ、アムステルダムのアヤックスとAFC DWSは、異なるグループに組み込まれた。プロ化直後の2シーズンの選手権方式はアマチュア時代と大きく変わらなかったが、エールディヴィジができたことにより、1グループ制全国リーグの時代が到来した。

## オランダ王者と地域王者の一覧[6]
| アマチュア時代 | アマチュア時代           | アマチュア時代                        | アマチュア時代                           | アマチュア時代                                   | アマチュア時代                                   | アマチュア時代                                   | アマチュア時代                                   |
| シーズン       | 全国優勝                 | 西部                                  |                                          |                                                  |                                                  |                                                  |                                                  |
| -------------- | ------------------------ | ------------------------------------- | ---------------------------------------- | ------------------------------------------------ | ------------------------------------------------ | ------------------------------------------------ | ------------------------------------------------ |
| 1888-1889      | RC＆FCコンコルディア     | コンコルディア                        |                                          |                                                  |                                                  |                                                  |                                                  |
| 1889-1890      | コーニンクルクHFC        | HFC                                   |                                          |                                                  |                                                  |                                                  |                                                  |
| 1890-1891      | HVV                      | HVV                                   |                                          |                                                  |                                                  |                                                  |                                                  |
| 1891-1892      | RAPアムステルダム        | RAP                                   |                                          |                                                  |                                                  |                                                  |                                                  |
| 1892-1893      | コーニンクレイクHFC      | HFC                                   |                                          |                                                  |                                                  |                                                  |                                                  |
| 1893-1894      | RAPアムステルダム        | RAP                                   |                                          |                                                  |                                                  |                                                  |                                                  |
| 1894-1895      | コーニンクレイクHFC      | HFC                                   |                                          |                                                  |                                                  |                                                  |                                                  |
| 1895-1896      | HVV                      | HVV                                   |                                          |                                                  |                                                  |                                                  |                                                  |
| シーズン       | 全国優勝                 | 西部                                  | 東部                                     |                                                  |                                                  |                                                  |                                                  |
| 1896-1897      | RAPアムステルダム        | RAP                                   | フィテッセ                               | 東部と西部の王者は対戦していない。               | 東部と西部の王者は対戦していない。               | 東部と西部の王者は対戦していない。               | 東部と西部の王者は対戦していない。               |
| 1897-1898      | RAPアムステルダム        | RAP                                   | フィテッセ                               | 東部と西部の王者が全国決勝を戦った最初の選手権。 | 東部と西部の王者が全国決勝を戦った最初の選手権。 | 東部と西部の王者が全国決勝を戦った最初の選手権。 | 東部と西部の王者が全国決勝を戦った最初の選手権。 |
| 1898-1899      | RAPアムステルダム        | RAP                                   | EFC PW 1885                              |                                                  |                                                  |                                                  |                                                  |
| 1899-1900      | HVV                      | HVV                                   | GVC                                      |                                                  |                                                  |                                                  |                                                  |
| 1900-1901      | HVV                      | HVV                                   | GVC                                      |                                                  |                                                  |                                                  |                                                  |
| 1901-1902      | HVV                      | HVV                                   | GVC                                      |                                                  |                                                  |                                                  |                                                  |
| 1902-1903      | HVV                      | A = HVV B = AC&VVフォールハルディン   | フィテッセ                               |                                                  |                                                  |                                                  |                                                  |
| 1903-1904      | HBSクライエンハウト      | A = HBS B = CVVヴェロシタス           | EFC PW 1885                              |                                                  |                                                  |                                                  |                                                  |
| 1904-1905      | HVV                      | HVV                                   | EFC PW 1885                              |                                                  |                                                  |                                                  |                                                  |
| 1905-1906      | HBSクライエンハウト      | HBS                                   | EFC PW 1885                              |                                                  |                                                  |                                                  |                                                  |
| 1906-1907      | HVV                      | HVV                                   | EFC PW 1885                              |                                                  |                                                  |                                                  |                                                  |
| 1907-1908      | HV＆CVクイック           | HV&CVクイック                         | コーニンクレイクUD                       |                                                  |                                                  |                                                  |                                                  |
| 1908-1909      | スパルタ                 | スパルタ                              | RKVVヴィルヘルミナ                       |                                                  |                                                  |                                                  |                                                  |
| 1909-1910      | HVV                      | HVV                                   | クイック1888                             |                                                  |                                                  |                                                  |                                                  |
| 1910-1911      | スパルタ                 | スパルタ                              | GVC                                      |                                                  |                                                  |                                                  |                                                  |
| 1911-1912      | スパルタ                 | スパルタ                              | GVC                                      |                                                  |                                                  |                                                  |                                                  |
| 1912-1913      | スパルタ                 | スパルタ                              | フィテッセ                               |                                                  |                                                  |                                                  |                                                  |
| シーズン       | 全国優勝                 | 西部                                  | 東部                                     | 南部                                             |                                                  |                                                  |                                                  |
| 1913-1914      | HVV                      | HVV                                   | フィテッセ                               | ヴィレムII                                       |                                                  |                                                  |                                                  |
| 1914-1915      | スパルタ                 | スパルタ                              | フィテッセ                               | RKVVヴィルヘルミナ (非公式)                      |                                                  |                                                  |                                                  |
| 1915-1916      | ヴィレムII               | スパルタ                              | ゴー・アヘッド                           | ヴィレムII                                       |                                                  |                                                  |                                                  |
| シーズン       | 全国優勝                 | 西部                                  | 南部                                     | 東部                                             | 北部                                             |                                                  |                                                  |
| 1916-1917      | ゴー・アヘッド           | UVV                                   | ヴィレムII                               | ゴー・アヘッド                                   | ビー・クイック1887                               |                                                  |                                                  |
| 1917-1918      | アヤックス               | A = アヤックス B = アムステルダムセFC | ヴィレムII                               | ゴー・アヘッド                                   | ビー・クイック1887                               |                                                  |                                                  |
| 1918-1919      | アヤックス               | A = アヤックス B = アムステルダムセFC | NAC                                      | ゴー・アヘッド                                   | ビー・クイック1887                               |                                                  |                                                  |
| 1919-1920      | ビー・クイック1887       | VOC (スポーツクラブ)                  | MVV                                      | ゴー・アヘッド                                   | ビー・クイック1887                               |                                                  |                                                  |
| 1920-1921      | NAC                      | アヤックス                            | NAC                                      | ゴー・アヘッド                                   | ビー・クイック1887                               |                                                  |                                                  |
| 1921-1922      | ゴー・アヘッド           | ブラウ＝ヴィット                      | NAC                                      | ゴー・アヘッド                                   | ビー・クイック1887                               |                                                  |                                                  |
| 1922-1923      | RCハールレム             | RCH                                   | ヴィレムII                               | ゴー・アヘッド                                   | ビー・クイック1887                               |                                                  |                                                  |
| シーズン       | 全国優勝                 | 西部I                                 | 西部II                                   | 南部                                             | 東部                                             | 北部                                             |                                                  |
| 1923-1924      | フェイエノールト         | フェイエノールト                      | IJVVストルムフォーヘルス                 | NAC                                              | SCエンスヘーデ                                   | ビー・クイック1887                               |                                                  |
| 1924-1925      | HBSクライエンハウト      | スパルタ                              | HBS                                      | NAC                                              | ゴー・アヘッド                                   | LACフリジア1883                                  |                                                  |
| 1925-1926      | SCエンスヘーデ           | IJVVストルムフォーヘルス              | フェイエノールト                         | MVV                                              | SCエンスヘーデ                                   | ビー・クイック1887                               |                                                  |
| 1926-1927      | ヘラクレス               | アヤックス                            | フェイエノールト                         | NAC                                              | ヘラクレス                                       | ヴェロシタス1897                                 |                                                  |
| 1927-1928      | フェイエノールト         | アヤックス                            | フェイエノールト                         | NOAD                                             | ZAC                                              | ヴェロシタス1897                                 |                                                  |
| 1928-1929      | PSV                      | スパルタ                              | フェイエノールト                         | PSV                                              | ゴー・アヘッド                                   | ヴェロシタス1897                                 |                                                  |
| 1929-1930      | ゴー・アヘッド           | アヤックス                            | ブラウ＝ヴィット                         | ヴィレムII                                       | ゴー・アヘッド                                   | ヴェロシタス1897                                 |                                                  |
| 1930-1931      | アヤックス               | アヤックス                            | フェイエノールト                         | PSV                                              | ゴー・アヘッド                                   | ヴェロシタス1897                                 |                                                  |
| 1931-1932      | アヤックス               | アヤックス                            | フェイエノールト                         | PSV                                              | SCエンスヘーデ                                   | フェーンダム                                     |                                                  |
| 1932-1933      | ゴー・アヘッド           | フェイエノールト                      | IJVVストルムフォーヘルス                 | PSV                                              | ゴー・アヘッド                                   | ヴェロシタス1897                                 |                                                  |
| 1933-1934      | アヤックス               | アヤックス                            | KFC (サッカークラブ)                     | ヴィレムII                                       | SCヘラクレス                                     | ヴェロシタス1897                                 |                                                  |
| 1934-1935      | PSV                      | アヤックス                            | AFC DWS                                  | PSV                                              | ゴー・アヘッド                                   | ヴェロシタス1897                                 |                                                  |
| 1935-1936      | フェイエノールト         | アヤックス                            | フェイエノールト                         | NAC                                              | SCエンスヘーデ                                   | ビー・クイック1887                               |                                                  |
| 1936-1937      | アヤックス               | アヤックス                            | フェイエノールト                         | PSV                                              | ゴー・アヘッド                                   | ビー・クイック1887                               |                                                  |
| 1937-1938      | フェイエノールト         | AFC DWS                               | フェイエノールト                         | PSV                                              | SCヘラクレス                                     | ビー・クイック1887                               |                                                  |
| 1938-1939      | アヤックス               | AFC DWS                               | アヤックス                               | EVV                                              | N.E.C.                                           | アキレス1894                                     |                                                  |
| 1939-1940      | フェイエノールト         | ブラウ＝ヴィット                      | フェイエノールト                         | VVユリアナ                                       | SCヘラクレス                                     | GVAVラピディタス                                 |                                                  |
| 1940-1941      | ヘラクレス               | VSV                                   | ADO                                      | PSV                                              | ヘラクレス                                       | ビー・クイック1887                               |                                                  |
| 1941-1942      | ADO                      | ADO                                   | ブラウ＝ヴィット                         | EVV                                              | AGOVV                                            | VVヘーレンフェーン                               |                                                  |
| 1942-1943      | ADO                      | ADO                                   | フェイエノールト                         | ヴィレムII                                       | SCエンスヘーデ                                   | VVヘーレンフェーン                               |                                                  |
| 1943-1944      | デ・フォーレヴェイケルス | デ・フォーレヴェイケルス              | VUC                                      | TSV LONGA                                        | ヘラクレス                                       | VVヘーレンフェーン                               |                                                  |
| 1944-1945      | 中止                     | 中止                                  | 中止                                     | 中止                                             | 中止                                             | 中止                                             |                                                  |
| シーズン       | 全国優勝                 | 西部I                                 | 西部II                                   | 南部I                                            | 南部II                                           | 東部                                             | 北部                                             |
| 1945-1946      | HFCハールレム            | アヤックス                            | HFCハールレム                            | NAC                                              | SVリンブルヒア                                   | N.E.C.                                           | VVヘーレンフェーン                               |
| 1946-1947      | アヤックス               | アヤックス                            | ブラウ＝ヴィット                         | BVV                                              | MVV                                              | N.E.C.                                           | VVヘーレンフェーン                               |
| 1947-1948      | BVV                      | HFCハールレム                         | HFC EDO                                  | BVV                                              | PSV                                              | ゴー・アヘッド                                   | VVヘーレンフェーン                               |
| 1948-1949      | SVV                      | SVV                                   | VSV                                      | BVV                                              | NOAD                                             | AGOVV                                            | VVヘーレンフェーン                               |
| 1949-1950      | SVリンブルヒア           | FCブラウ＝ヴィット                    | アヤックス                               | リンブルヒア                                     | フォルトゥナ‘54                                  | エンスヘーデセ・ボーイス                         | VVヘーレンフェーン                               |
| シーズン       | 全国優勝                 | エールステ・クラッセA                 | エールステ・クラッセB                    | エールステ・クラッセC                            | エールステ・クラッセD                            | エールステ・クラッセE                            |                                                  |
| 1950-1951      | PSV                      | VVヘーレンフェーン                    | AFC DWS                                  | ブラウ＝ヴィット                                 | ヴィレムII                                       | PSV                                              |                                                  |
| 1951-1952      | ヴィレムII               | HFCハールレム                         | アヤックス                               | ヴィレムII                                       | ヘルメスDVS                                      |                                                  |                                                  |
| 1952-1953      | RCH                      | RCH                                   | フィテッセ                               | スパルタ                                         | EVV                                              |                                                  |                                                  |
| 1953-1954      | EVV                      | AFC DWS                               | VV DOS                                   | PSV                                              | EVV                                              |                                                  |                                                  |
| プロ時代       |                          |                                       |                                          |                                                  |                                                  |                                                  |                                                  |
| シーズン       | 全国優勝                 | エールステ・クラッセA                 | エールステ・クラッセB                    | エールステ・クラッセC                            | エールステ・クラッセD                            |                                                  |                                                  |
| 1954/1955      | ヴィレムII               | NAC                                   | ヴィレムII                               | PSV                                              | EVV                                              |                                                  |                                                  |
| シーズン       | 全国優勝                 | フーフトクラッセA                     | フーフトクラッセB                        |                                                  |                                                  |                                                  |                                                  |
| 1955/1956      | ラピトJC                 | 1位 = スパルタ 2位 = NAC              | 1位 = USVエーリンヴェイク 2位 = ラピトJC |                                                  |                                                  |                                                  |                                                  |